# Limnophora piliseta
Limnophora piliseta är en tvåvingeart som beskrevs av Stein 1919. Limnophora piliseta ingår i släktet Limnophora och familjen husflugor. Inga underarter finns listade i Catalogue of Life.